# Amphilophium
Genre
Classification APG III (2009)
Synonymes
Selon GBIF (20 mai 2022)
- Anomoctenium Pichon
- Aplolophium Chamisso, 1832
- Bothriopodium Rizzini
- Distictella Kuntze
- Distictis Bureau
- Distictis Mart. ex Meisn.
- Endoloma Raf.
- Glaziova Bureau
- Haplolophium Cham.
- Leiogyne K.Schum.
- Lejogyna (Bureau & K.Schumann) Post & O.Kuntze, 1903
- Macrodiscus Bureau
- Neves-Armondia K.Schum.
- Neves-armondia K.Schum.
- Phaedranthus Miers
- Pithecoctenium Mart. ex DC.
- Pithecoxanium Corr.Mello, 1952
- Urbanolophium Melch.
- Wunschmannia Urb.

Selon Tropicos (20 mai 2022)
- Anomoctenium Pichon
- Bothriopodium Rizzini
- Distictella Kuntze
- Distictis Mart. ex Meisn.
- Endoloma Raf.
- Glaziova Bureau
- Haplolophium Cham.
- Macrodiscus Bureau
- Neves-armondia K. Schum.
- Phaedranthus Miers
- Pithecoctenium Mart. ex Meisn.
- Urbanolophium Melch.
- Wunschmannia  Urb.

Amphilophium est un genre de plantes à fleurs de la famille des Bignoniaceae. Ce sont des arbres dont l'aire de répartition va du Mexique jusqu'en Amérique tropicale.
L'espèce type est Bignonia paniculata L..

## Liste des espèces, sous-espèces et variétés
Selon GBIF (20 mai 2022) :
- Amphilophium apiculata A.H. Gentry
- Amphilophium arenarium (A.H. Gentry) L.G. Lohmann, 2008
- Amphilophium aschersonii Ule, 1904
- Amphilophium ayaricum J.R. Grande, 2011
- Amphilophium bauhinioides (Bureau ex Baill.) L.G. Lohmann, 2010
- Amphilophium bauhinioides (Bureau ex Baill.) L.G. Lohmann, 2014
- Amphilophium blanchetii (DC.) Bureau & K. Schum., 1896
- Amphilophium bracteatum (Cham.) L.G. Lohmann, 2010
- Amphilophium bracteatum (Cham.) L.G. Lohmann, 2008
- Amphilophium bracteatum (Cham.) L.G. Lohmann, 2014
- Amphilophium buccinatorium (DC.) L.G. Lohmann, 2014
- Amphilophium campinae (A. Samp.) L.G. Lohmann, 2014
- Amphilophium carolinae (Lindl.) L.G. Lohmann, 2014
- Amphilophium chocoense (A.H. Gentry) L.G. Lohmann, 2014
- Amphilophium cremersii (A.H. Gentry) L.G. Lohmann, 2014
- Amphilophium crucigerum (L.) L.G. Lohmann, 2008
- Amphilophium cuneifolium (DC.) L.G. Lohmann, 2014
- Amphilophium cuneifolium (DC.) L.G. Lohmann, 2010
- Amphilophium curvisepalum J.R. Grande
- Amphilophium cynanchoides (DC.) L.G. Lohmann, Ined.
- Amphilophium dasytrichum (Sandwith) L.G. Lohmann, 2008
- Amphilophium dolichoides (Cham.) L.G. Lohmann, 2014
- Amphilophium dolichoides (Cham.) L.G. Lohmann, 2008
- Amphilophium dolichoides (Cham.) L.G. Lohmann, 2010
- Amphilophium dusenianum (Kraenzl.) L.G. Lohmann, 2014
- Amphilophium ecuadorense A.H. Gentry, 1977
- Amphilophium elongatum (Vahl) L.G. Lohmann, 2008
- Amphilophium falcatum (Vell.) L.G. Lohmann, 2014
- Amphilophium falcatum (Vell.) L.G. Lohmann, 2008
- Amphilophium falcatum (Vell.) L.G. Lohmann, 2010
- Amphilophium frutescens (DC.) L.G. Lohmann, 2010
- Amphilophium frutescens (DC.) L.G. Lohmann, 2014
- Amphilophium glanduliferum Mart. ex DC., 1845
- Amphilophium glaziovii Bureau ex K. Schum., 1894
- Amphilophium gnaphalanthum (A. Rich.) L.G. Lohmann, 2014
- Amphilophium granulosum (Bureau & K. Schum.) L.G. Lohmann, 2008
- Amphilophium jelskii Zahlbr., 1892
- Amphilophium lactiflorum (Vahl) L.G. Lohmann, 2008
- Amphilophium laeve (Sandwith) L.G. Lohmann, 2008
- Amphilophium laxiflorum (DC.) L.G. Lohmann, 2014
- Amphilophium lohmanniae (A. Pool) L.G. Lohmann, 2014
- Amphilophium macrophyllum Kunth, 1818 [1819]
- Amphilophium magnoliifolium (Kunth) L.G. Lohmann, 2008
- Amphilophium mansoanum (DC.) L.G. Lohmann, 2014
- Amphilophium mansoanum (DC.) L.G. Lohmann, 2010
- Amphilophium molle Schltdl. & Cham., 1830
- Amphilophium mollicomum Pittier, 1928
- Amphilophium monophyllum (Sandwith) L.G. Lohmann, 2014
- Amphilophium mutisii Kunth, 1818 [1819]
- Amphilophium neoglaziovii L.G. Lohmann ex K. Schum., 2010
- Amphilophium nunezii (A.H. Gentry) L.G. Lohmann, 2014
- Amphilophium obovatum (Sandwith) L.G. Lohmann, 2008
- Amphilophium occidentale (A.H. Gentry) L.G. Lohmann, 2014
- Amphilophium oxylophium Donn. Sm., 1901
- Amphilophium paniculatum (L.) Kunth, 1818 [1819]
- Amphilophium pannosum (DC.) Bureau & K. Schum., 1896
- Amphilophium paraguariense Hassl. ex A.G. Schulz, 1939
- Amphilophium parkeri (DC.) L.G. Lohmann, 2008
- Amphilophium pauciflorum (A.H. Gentry) L.G. Lohmann, 2008
- Amphilophium perbracteatum A.H. Gentry, 1985
- Amphilophium pilosum Standl., 1938
- Amphilophium porphyrotrichum (Sandwith) L.G. Lohmann, 2008
- Amphilophium pubescens Spreng., 1825
- Amphilophium pulverulentum (Sandwith) L.G. Lohmann, 2008
- Amphilophium purpureum Brandegee, 1905
- Amphilophium racemosum (Bureau & K. Schum.) L.G. Lohmann, 2014
- Amphilophium reticulatum (A.H. Gentry) L.G. Lohmann, 2010
- Amphilophium reticulatum (A.H. Gentry) L.G. Lohmann, 2014
- Amphilophium rodriguesii (A.H. Gentry) L.G. Lohmann, 2014
- Amphilophium rodriguesii (A.H. Gentry) L.G. Lohmann, 2010
- Amphilophium sandwithii Fabris, 1964
- Amphilophium scabriusculum (Mart. ex DC.) L.G. Lohmann, 2010
- Amphilophium scabriusculum (Mart. ex DC.) L.G. Lohmann, 2014
- Amphilophium sp. a 2020
- Amphilophium stamineum (Lam.) L.G. Lohmann, 2014
- Amphilophium steyermarkii (A.H. Gentry) L.G., 2008
- Amphilophium vauthieri A. DC., 1845
- Amphilophium xerophilum Pittier, 1928

Selon Tropicos (20 mai 2022) (Attention liste brute contenant possiblement des synonymes) :
- Amphilophium apiculata A.H. Gentry
- Amphilophium arenarium (A.H. Gentry) L.G. Lohmann, 2008
- Amphilophium aschersonii Ule, 1904
- Amphilophium ayaricum J.R. Grande, 2011
- Amphilophium bauhinioides (Bureau ex Baill.) L.G. Lohmann, 2010
- Amphilophium bauhinioides (Bureau ex Baill.) L.G. Lohmann, 2014
- Amphilophium blanchetii (DC.) Bureau & K. Schum., 1896
- Amphilophium bracteatum (Cham.) L.G. Lohmann, 2010
- Amphilophium bracteatum (Cham.) L.G. Lohmann, 2008
- Amphilophium bracteatum (Cham.) L.G. Lohmann, 2014
- Amphilophium buccinatorium (DC.) L.G. Lohmann, 2014
- Amphilophium campinae (A. Samp.) L.G. Lohmann, 2014
- Amphilophium carolinae (Lindl.) L.G. Lohmann, 2014
- Amphilophium chocoense (A.H. Gentry) L.G. Lohmann, 2014
- Amphilophium cremersii (A.H. Gentry) L.G. Lohmann, 2014
- Amphilophium crucigerum (L.) L.G. Lohmann, 2008
- Amphilophium cuneifolium (DC.) L.G. Lohmann, 2014
- Amphilophium cuneifolium (DC.) L.G. Lohmann, 2010
- Amphilophium curvisepalum J.R. Grande
- Amphilophium cynanchoides (DC.) L.G. Lohmann
- Amphilophium dasytrichum (Sandwith) L.G. Lohmann, 2008
- Amphilophium dolichoides (Cham.) L.G. Lohmann, 2014
- Amphilophium dolichoides (Cham.) L.G. Lohmann, 2008
- Amphilophium dolichoides (Cham.) L.G. Lohmann, 2010
- Amphilophium dusenianum (Kraenzl.) L.G. Lohmann, 2014
- Amphilophium ecuadorense A.H. Gentry, 1977
- Amphilophium elongatum (Vahl) L.G. Lohmann, 2008
- Amphilophium falcatum (Vell.) L.G. Lohmann, 2014
- Amphilophium falcatum (Vell.) L.G. Lohmann, 2008
- Amphilophium falcatum (Vell.) L.G. Lohmann, 2010
- Amphilophium frutescens (DC.) L.G. Lohmann, 2010
- Amphilophium frutescens (DC.) L.G. Lohmann, 2014
- Amphilophium glanduliferum Mart. ex DC., 1845
- Amphilophium glaziovii Bureau ex K. Schum., 1894
- Amphilophium gnaphalanthum (A. Rich.) L.G. Lohmann, 2014
- Amphilophium granulosum (Bureau & K. Schum.) L.G. Lohmann, 2008
- Amphilophium jelskii Zahlbr., 1892
- Amphilophium lactiflorum (Vahl) L.G. Lohmann, 2008
- Amphilophium laeve (Sandwith) L.G. Lohmann, 2008
- Amphilophium laxiflorum (DC.) L.G. Lohmann, 2014
- Amphilophium lohmanniae (A. Pool) L.G. Lohmann, 2014
- Amphilophium macrophyllum Kunth, 1818 [1819]
- Amphilophium magnoliifolium (Kunth) L.G. Lohmann, 2008
- Amphilophium mansoanum (DC.) L.G. Lohmann, 2014
- Amphilophium mansoanum (DC.) L.G. Lohmann, 2010
- Amphilophium molle Schltdl. & Cham., 1830
- Amphilophium mollicomum Pittier, 1928
- Amphilophium monophyllum (Sandwith) L.G. Lohmann, 2014
- Amphilophium mutisii Kunth, 1818 [1819]
- Amphilophium neoglaziovii L.G. Lohmann ex K. Schum., 2010
- Amphilophium nunezii (A.H. Gentry) L.G. Lohmann, 2014
- Amphilophium obovatum (Sandwith) L.G. Lohmann, 2008
- Amphilophium occidentale (A.H. Gentry) L.G. Lohmann, 2014
- Amphilophium oxylophium Donn. Sm., 1901
- Amphilophium paniculatum (L.) Kunth, 1818 [1819]
- Amphilophium pannosum (DC.) Bureau & K. Schum., 1896
- Amphilophium paraguariense Hassl. ex A.G. Schulz, 1939
- Amphilophium parkeri (DC.) L.G. Lohmann, 2008
- Amphilophium pauciflorum (A.H. Gentry) L.G. Lohmann, 2008
- Amphilophium perbracteatum A.H. Gentry, 1985
- Amphilophium pilosum Standl., 1938
- Amphilophium porphyrotrichum (Sandwith) L.G. Lohmann, 2008
- Amphilophium pubescens Spreng., 1825
- Amphilophium pulverulentum (Sandwith) L.G. Lohmann, 2008
- Amphilophium purpureum Brandegee, 1905
- Amphilophium racemosum (Bureau & K. Schum.) L.G. Lohmann, 2014
- Amphilophium reticulatum (A.H. Gentry) L.G. Lohmann, 2010
- Amphilophium reticulatum (A.H. Gentry) L.G. Lohmann, 2014
- Amphilophium rodriguesii (A.H. Gentry) L.G. Lohmann, 2014
- Amphilophium rodriguesii (A.H. Gentry) L.G. Lohmann, 2010
- Amphilophium sandwithii Fabris, 1964
- Amphilophium scabriusculum (Mart. ex DC.) L.G. Lohmann, 2010
- Amphilophium scabriusculum (Mart. ex DC.) L.G. Lohmann, 2014
- Amphilophium sp. a 2020
- Amphilophium stamineum (Lam.) L.G., 2014
- Amphilophium steyermarkii (A.H. Gentry) L.G., 2008
- Amphilophium vauthieri A. DC., 1845
- Amphilophium xerophilum Pittier, 1928